# Viktor Raščupkin
Viktor Ivanovič Raščupkin (rusky Виктор Иванович Ращупкин) (16. října 1950 Kamensk Uralský) je bývalý sovětský atlet, specializující se na hod diskem, olympijský vítěz.
V reprezentaci Sovětského svazu startoval od roku 1977. Na olympiádě v Moskvě v roce 1980 nečekaně zvítězil v soutěži diskařů v novém osobním rekordu 66,64 m. Na mezinárodních soutěžích startoval ještě další čtyři roky, ale na moskevský úspěch už nenavázal.